# میرا چوپرا
میرا چوپرا (انگلیسی: Meera Chopra؛ زادهٔ ۸ ژوئیهٔ ۱۹۸۳) یک مانکن، و هنرپیشه اهل هند است. وی از سال ۲۰۰۷ میلادی تاکنون مشغول فعالیت بوده‌است.
او در فیلم‌های بخش ۳۷۵، عزیز و موسیقی بازی کرده‌است.